# Gemeinderatswahlen in der Steiermark 2010
Die Gemeinderatswahlen in der Steiermark 2010 wurden am 21. März 2010 in allen steirischen Gemeinden – mit Ausnahme von Graz – der Gemeinderat durchgeführt. Dabei wurden in der Steiermark die Zusammensetzungen der Gemeinderäte ermittelt. Die Wahl der Bürgermeister erfolgt in den steirischen Gemeinden durch die jeweiligen Gemeinderäte in den konstituierenden Sitzungen.

## Wahlvorschläge
In den 541 Gemeinden wurden insgesamt 1617 Wahlvorschläge eingebracht. Die Österreichische Volkspartei (ÖVP) kandidierte mit Ausnahme von Nestelbach im Ilztal  in allen Gemeinden. Die Sozialdemokratische Partei Österreichs (SPÖ) trat in 23 Gemeinden nicht zur Wahl an. Die Freiheitliche Partei Österreichs (FPÖ) kandidierte in etwas mehr als der Hälfte der Gemeinden. Die Grünen (Grüne) traten in 86 Gemeinden an; sonstige Listen (Namens- und Bürgerlisten) in 130 Gemeinden.
|                    | Anzahl der eingebrachten Wahlvorschläge je Bezirk | Anzahl der eingebrachten Wahlvorschläge je Bezirk | Anzahl der eingebrachten Wahlvorschläge je Bezirk | Anzahl der eingebrachten Wahlvorschläge je Bezirk | Anzahl der eingebrachten Wahlvorschläge je Bezirk | Anzahl der eingebrachten Wahlvorschläge je Bezirk | Anzahl der eingebrachten Wahlvorschläge je Bezirk | Anzahl der eingebrachten Wahlvorschläge je Bezirk |
| politischer Bezirk | Anzahl der Gemeinden                              | Liste 1 (SPÖ)                                     | Liste 2 (ÖVP)                                     | Liste 3 (KPÖ)                                     | Liste 4 (GRÜNE)                                   | Listen 5–8                                        | Listen 5–8                                        | Listen 5–8                                        |
| politischer Bezirk | Anzahl der Gemeinden                              | Liste 1 (SPÖ)                                     | Liste 2 (ÖVP)                                     | Liste 3 (KPÖ)                                     | Liste 4 (GRÜNE)                                   | BZÖ                                               | FPÖ                                               | sonstige Listen                                   |
| ------------------ | ------------------------------------------------- | ------------------------------------------------- | ------------------------------------------------- | ------------------------------------------------- | ------------------------------------------------- | ------------------------------------------------- | ------------------------------------------------- | ------------------------------------------------- |
| Bruck an der Mur   | 021                                               | 021                                               | 021                                               | 02                                                | 04                                                | 04                                                | 014                                               | 005                                               |
| Deutschlandsberg   | 040                                               | 037                                               | 040                                               | 01                                                | 02                                                | 05                                                | 013                                               | 014                                               |
| Feldbach           | 055                                               | 048                                               | 055                                               | 0                                                 | 06                                                | 02                                                | 020                                               | 008                                               |
| Fürstenfeld        | 014                                               | 010                                               | 013                                               | 0                                                 | 03                                                | 03                                                | 007                                               | 009                                               |
| Graz-Umgebung      | 057                                               | 053                                               | 057                                               | 02                                                | 23                                                | 11                                                | 036                                               | 021                                               |
| Hartberg           | 050                                               | 048                                               | 050                                               | 01                                                | 03                                                | 02                                                | 018                                               | 004                                               |
| Judenburg          | 024                                               | 024                                               | 024                                               | 03                                                | 02                                                | 06                                                | 011                                               | 003                                               |
| Knittelfeld        | 014                                               | 014                                               | 014                                               | 02                                                | 01                                                | 04                                                | 010                                               | 002                                               |
| Leibnitz           | 048                                               | 046                                               | 048                                               | 0                                                 | 09                                                | 01                                                | 026                                               | 013                                               |
| Leoben             | 019                                               | 019                                               | 019                                               | 05                                                | 04                                                | 02                                                | 016                                               | 004                                               |
| Liezen             | 051                                               | 049                                               | 051                                               | 01                                                | 05                                                | 01                                                | 031                                               | 016                                               |
| Mürzzuschlag       | 016                                               | 016                                               | 016                                               | 02                                                | 02                                                | 0                                                 | 012                                               | 003                                               |
| Murau              | 034                                               | 031                                               | 034                                               | 0                                                 | 01                                                | 03                                                | 015                                               | 007                                               |
| Radkersburg        | 019                                               | 016                                               | 019                                               | 0                                                 | 05                                                | 0                                                 | 007                                               | 011                                               |
| Voitsberg          | 025                                               | 024                                               | 025                                               | 03                                                | 04                                                | 07                                                | 012                                               | 004                                               |
| Weiz               | 054                                               | 052                                               | 054                                               | 03                                                | 12                                                | 03                                                | 026                                               | 006                                               |
| Steiermark gesamt  | 541                                               | 508                                               | 540                                               | 25                                                | 86                                                | 54                                                | 274                                               | 130                                               |

## Wahlergebnis
Die Gemeinderatswahlen 2010 brachten folgendes Ergebnis (Steiermark gesamt aufsummiert, ohne Graz):
| Partei              | GRW 2010 | GRW 2010 | GRW 2010 | GRW 2010 |                  | GRW 2005         | GRW 2005         | GRW 2005 |       | Differenz | Differenz | Differenz |
| Partei              | Stimmen  | %        | Mandate  | %        | Stimmen          | %                | Mandate          | Stimmen  | %     | Mandate   |           |           |
| ------------------- | -------- | -------- | -------- | -------- | ---------------- | ---------------- | ---------------- | -------- | ----- | --------- | --------- | --------- |
| wahlberechtigt      | 793.469  | —        | —        | —        | 779.895          | —                | —                | +13.574  | —     | —         |           |           |
| abgegeben gesamt    | 613.202  | 77,28    | —        | —        | 606.838          | 77,81            | —                | —        | −0,53 | —         |           |           |
| ungültig            | 010.061  | 01,64    | —        | —        | 009.715          | 1,60             | —                | —        | —     | —         |           |           |
| gültig              | 603.141  | 98,36    | —        | —        | 597.123          | 98,40            | —                | —        | —     | —         |           |           |
| davon entfielen auf |          |          |          |          |                  |                  |                  |          |       |           |           |           |
| SPÖ                 | 224.026  | 37,14    | 2556     | 34,05    | 258.758          | 43,33            | 2940             | −34.732  | −6,19 | −384      |           |           |
| ÖVP                 | 282.213  | 46,79    | 4080     | 54,35    | 258.885          | 43,36            | 3818             | +23.328  | +3,43 | +262      |           |           |
| KPÖ                 | 006.900  | 01,14    | 0028     | 00,37    | 003.994          | 00,67            | 0013             | +02.906  | +0,47 | +015      |           |           |
| GRÜNE               | 012.821  | 02,13    | 0086     | 01,15    | 013.875          | 2,32             | 0094             | −01.054  | −0,19 | −08       |           |           |
| FPÖ                 | 039.459  | 06,54    | 0355     | 04,73    | 034.850          | 5,84             | 0303             | +04.609  | +0,70 | +052      |           |           |
| BZÖ                 | 03.467   | 00,57    | 0013     | 00,17    | nicht kandidiert | nicht kandidiert | nicht kandidiert | +03.467  | +0,57 | +013      |           |           |
| sonstige Listen     | 034.255  | 05,68    | 0389     | 05,18    | 026.761          | 4,48             | 0339             | +07.494  | +1,20 | +050      |           |           |

Insgesamt wurden in 541 Gemeinden 7.507 Mandate vergeben. Die Ergebnisse in den jeweiligen Gemeinden sind bei in Gemeindeartikeln angegeben.
Die Wahlbeteiligung fiel von 77,81 % (2005) geringfügig auf 77,28 % (2010). Trotzdem stieg die Anzahl der gültigen Stimmen von 597.096 auf 603.141.